# Juan Carlos Masnik
Juan Carlos Masnik (Soriano, 2 maart 1943 - aldaar, 23 februari 2021) was een Uruguayaans voetballer en trainer die uitkwam voor Nacional.
Masnik speelde voor Nacional in Uruguay en hij had ook gespeeld in de Intercontinental cup in 1971.
Hij had ook korte jaren gevoetbald in Amerika voor de New York Skyliners en voor New York Cosmos. Masnik speelde 26 wedstrijden voor het Uruguyaans voetbalelftal tijdens jaren 1967 tot met 1974.
Hij stierf op 23 februari 2021, Hij werd 77 jaar oud.

## Zie Ook
- Lijst van spelers van Club Nacional de Football
- Lijst van spelers van Club Deportivo Universidad Católica